# فهد الخنة
فهد صالح ناصر محمد الخنة (1959) هو سياسي كويتي، وهو نائب سابق في مجلس الأمة الكويتي.

## المؤهلات العلمية
- كلية الشريعة الدراسات الإسلامية – جامعة الكويت (1986).
- معيد عضو بعثة منذ عام 1987 – 1995م
- ماجستير من جامعة الأزهر الشريف كلية أصول الدين – التفسير وعلوم القرآن (1992).
- دكتوراه من جامعة الأزهر الشريف – كلية أصول الدين – التفسير وعلوم القرآن (1995).

## الخبرات
- عضو هيئة التدريس بكلية الشريعة والدراسات الإسلامية – جامعة الكويت (1995 – 1996) - (1999 – 2002) - (2010 - حتى الآن ).
- نائب في مجلس الأمة الكويتي (1996 – 1999) (2003 - 2006).
- عضو اللجنة التشريعية والقانونية بمجلس الأمة (1996م – 1999م)
- رئيس اللجنة التشريعية والقانونية بمجلس الأمة (2004م – 2006م).
- رئيس لجنة مكافحة الفساد الإداري والمالي (2005 – 2006).
- عضو لجنة حقوق الإنسان في مجلس الأمة (1996م – 1999م).
- عضو لجنة حقوق الإنسان في مجلس الأمة (2003م – 2006م).
- رئيس لجنة حماية المال العام (1997م – 1998م).
- مقرر لجنة حماية المال العام (1996م – 1997م).
- المنسق العام للكتلة الإسلامية في المجلس (2004م – 2005).
- رئيس جمعية الشريعة (1983 - 1984).
- رئيس المبرة الخيرية لعلوم القرآن والسنة من عام (2000) حتى الآن.
- رئيس اللجنة التأسيسية للجمعية الكويتية للمقومات الأساسية لحقوق الإنسان.
- أمين السر الجمعية الكويتية للمقومات الأساسية لحقوق الإنسان.

## نشاطه البرلماني
يعتبر الدكتور فهد الخنه من أنشط أعضاء مجلس الأمة الإسلاميين وذلك لانه عرف بقوة الطرح وسداد الرأي وله من المواقف ما كان له الأثر الكبير في التأثير على خارطة الكويت السياسية كاستجواب وزير الإعلام الأسبق الشيخ سعود الناصر الصباح عام 1998 بعد أن سمح لكتب فيها سب الله ورسوله محمد صلى الله عليه وسلم ، كما أنه تولى قيادة التجمع السلفي في انتخابات 2008 واستطاع بفضل الله أن يصل إلى مجلس الأمة بأربعة أعضاء على الرغم من الحل المفاجئ علاوة على أن اثنين من المرشحين لم يكن لهم أي تواجد سياسي قبل هذا التاريخ ، وهو يكتب سابقا في جريدة الوطن في الصفحة الأخيرة مقالا يوميا بعنوان «من وحي الخاطر».